# Ariadna lightfooti
Espèce
Ariadna lightfooti est une espèce d'araignées aranéomorphes de la famille des Segestriidae.

## Distribution
Cette espèce est endémique d'Afrique du Sud. Elle se rencontre au Cap-Occidental et au Cap-du-Nord.

## Description
La femelle holotype mesure 11 mm.

## Étymologie
Cette espèce est nommée en l'honneur de R. M. Lightfoot.

## Publication originale
- Purcell, 1904 : Descriptions of new genera and species of South African spiders. Transactions of the South African Philosophical Society, vol. 15, p. 115-173 (texte intégral).